# Matthew Lawrence
 Der er for få eller ingen kildehenvisninger i denne artikel, hvilket er et problem. Du kan hjælpe ved at angive troværdige kilder til de påstande, som fremføres i artiklen.

Matthew William Lawrence (født 11. februar 1980) er en amerikansk skuespiller, der er kendt for sine roller i Cheats og for sin rolle som Jack Hunter i serien Boy Meets World, som Matt i Brotherly Love, og som Billy i The Hot Chick.